# Leptini
Leptini (griechisch Λεπτίνι (n. sg.)) ist ein Dorf mit dem Status einer Ortsgemeinschaft im Gemeindebezirk Falesia der Gemeinde Megalopoli im griechischen Arkadien. Der Ort hat 43 Einwohner (2011).

## Einwohnerentwicklung
| 1981 | 89 |
| 1991 | 95 |
| 2001 | 69 |
| 2011 | 43 |